# بدوستمون
البدوستمون أو عشبة النهر (الاسم العلمي: Podostemum) (بالإنجليزية: riverweed)‏ هو جنس من النباتات يتبع الفصيلة البدوستمونية من رتبة الملبيغيات.

## أنواع البدوستمون
- بدوستمون صغير
- بدوستمون بيضوي
- بدوستمون ثنائي التفرع
- بدوستمون دغلي
- بدوستمون قرني الأوراق
- بدوستمون مزدوج الصفوف
- بدوستمون مولري